# Anne Schot

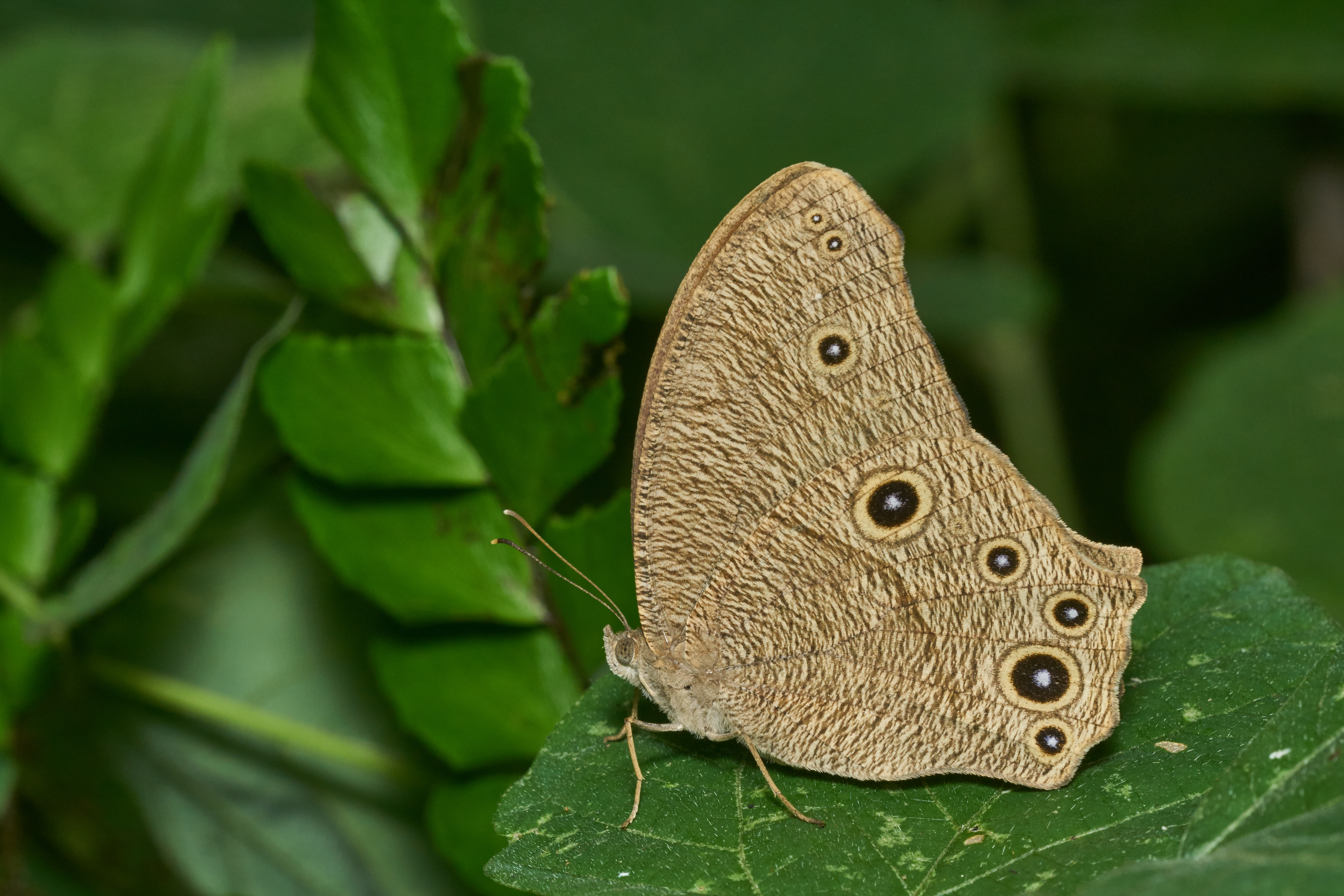
Melanitis leidt

Anne Marketta Schot (Leidschendam, 20 september 1966) is een Nederlandse botanicus en taxonoom. Zij is bekend van het publiceren van 44 namen van plantensoorten, in de geslachten Aporosa, Callerya en Fordia. Zij werkt ook in de ICT.

## Biografie
In 1984 deed Schot eindexamen aan het Stedelijk Gymnasium Leiden. Daarna studeerde ze enige tijd in Finland, aan de Muurla school in Salo, een school met vooral creatieve leerlijnen. Het jaar daarop ging zij biologie studeren aan de Universiteit Leiden. Ze studeerde in augustus 1991 af met hoofdvakken evolutionaire biologie en plantengeografie, waarbij ze volgende publicaties op haar naam had:
- Een kwantitatieve analyse van de schutkleur bij Melanitis leda (Fabricius) (Lepidoptera : Satyridae) onder supervisie van Paul Brakefield, en J. Windy van het Instituut voor Evolutionaire en Ecologische Wetenschappen;
- Phylogenetic relations and historical biogeography of Fordia and Imbralyx (Papilionaceae : Millettieae), onder supervisie van Robert Geesink en J.W.A Knight-Numan van het Rijksherbarium en de Hortus Botanicus in Leiden.

Van 1 juni 1992 tot 31 mei 1996 werkte zij als opleidingsassistent bij het onderzoeksinstituut Rijksherbarium/Hortus Botanicus in Leiden, het huidige Nationaal Herbarium Nederland, waar zij zich bezighield met onderzoek naar het geslacht Aporosa. De Aporosa zijn een geslacht van kleine tweehuizige bomen, die voorkomen in de oerwouden van Zuidoost-Azië.
Vanaf 1 juni 1996 tot in ieder geval 2004 was zij parttime gastmedewerker bij het Nationaal Herbarium Nederland, afdeling Universiteit Leiden, waar zij onderzoek deed dat in 2004 resulteerde in haar proefschrift. Zij werkte in deze periode tevens als freelance vertaler Fins Nederlands voor vertaalbureau Bothof en daarna, vanaf 1 maart 1998, als applicatieontwerper Cobol bij het toenmalige Roccade Civility in Rotterdam, het huidige Getronics. Na diverse overnames werkte Schot bij PinkRoccade, ook nu onderdeel van Getronics. 
In november 2004 promoveerde zij onder begeleiding van Pieter Baas op het proefschrift Systematics of Aporosa (Euphorbiaceae). Het werk verscheen in hetzelfde jaar in het tijdschrift Blumea.  In een recensie van Geoffrey A. Levin wordt het proefschrift beschreven als "de eerste uitgebreide monografie van het geslacht in meer dan 80 jaar." Petra Hoffman schrijft in haar recensie uit 2006 dat "[Schot] de moeilijkheden niet uit de weg ging, zoals helaas zo vaak wordt gezien in andere [taxonomische] sleutels. Ze heeft uitstekend werk geleverd met betrekking tot soortidentificatie."  Aan het einde van haar recensie schrijft Hoffman:
"Samenvattend is deze taxonomische herziening een enorme prestatie. Aporosa is veruit het grootste geslacht van de euphorbiaceeën dat zo gedetailleerd is behandeld sinds Pax & Hoffmann's "Pflanzenreich" aan het begin van de 20e eeuw."
Van 2010 werkte ze achtereenvolgens in de software bij Raet, bij Dycotrade en bij Centenium. Anne Schot is momenteel een van de onderzoekers van de Flora Malesiana.

## Persoonlijk
Schot heeft drie dochters. Zij is een dochter van Bas Schot (1936 - 2009) en Päivi Schot-Saikku (1935 -2015). Haar moeder was in Finland geboren en was in Nederland o.a. vertaalster vanuit het Fins. Haar vader was historicus aan de Leidse Universiteit.

## Beschreven taxa
- Aporosa sect. Benthamianae Schot, Blumea, Suppl. 17: 155 (2004).
- Aporosa sect. Papuanae Schot, Blumea, Suppl. 17: 155 (2004).
- Aporosa sect. Sundanenses Schot, Blumea, Suppl. 17: 156 (2004).
- Aporosa alia Schot, Blumea 40(2): 453 (1995).
- Aporosa annulata Schot, Blumea 40(2): 454 (1995) (1995).
- Aporosa carrii Schot, Blumea 40(2): 454 (1995) (1995).
- Aporosa chondroneura (Airy Shaw) Schot, Blumea 40(2): 451 (1995): (1995).
- Aporosa dendroidea Schot, Blumea 40(2): 455 (1995) (1995).
- Aporosa fulvovittata Schot, Blumea 40(2): 455 (1995) (1995).
- Aporosa longicaudata Kaneh. & Hatus. ex Schot, Blumea 40(2): 456 (1995) (1995).
- Aporosa lucida var. pubescens Schot, Blumea 40(2): 457 (1995) (1995).
- Aporosa lucida var. trilocularis Schot, Blumea 40(2): 457 (1995) (1995).
- Aporosa misimana Airy Shaw ex Schot, Blumea 40(2): 457 (1995) (1995).
- Aporosa octandra var. malesiana Schot, Blumea 40(2): 452 (1995), nom. nov. (1995).
- Aporosa octandra var. yunnanensis (Pax & K.Hoffm.) Schot, Blumea 40(2): 452 (1995): (1995).
- Aporosa parvula Schot, Blumea 40(2): 457 (1995) (1995).
- Aporosa praegrandifolia (S.Moore) Schot, Blumea, Suppl. 17: 309 (2004).
- Aporosa sarawakensis Schot, Blumea 40(2): 458 (1995) (1995).
- Aporosa symplocoides var. chalarocarpa (Airy Shaw) Schot, Blumea 40(2): 453 (1995): (1995).
- Aporosa vagans Schot, Blumea 40(2): 459 (1995) (1995).

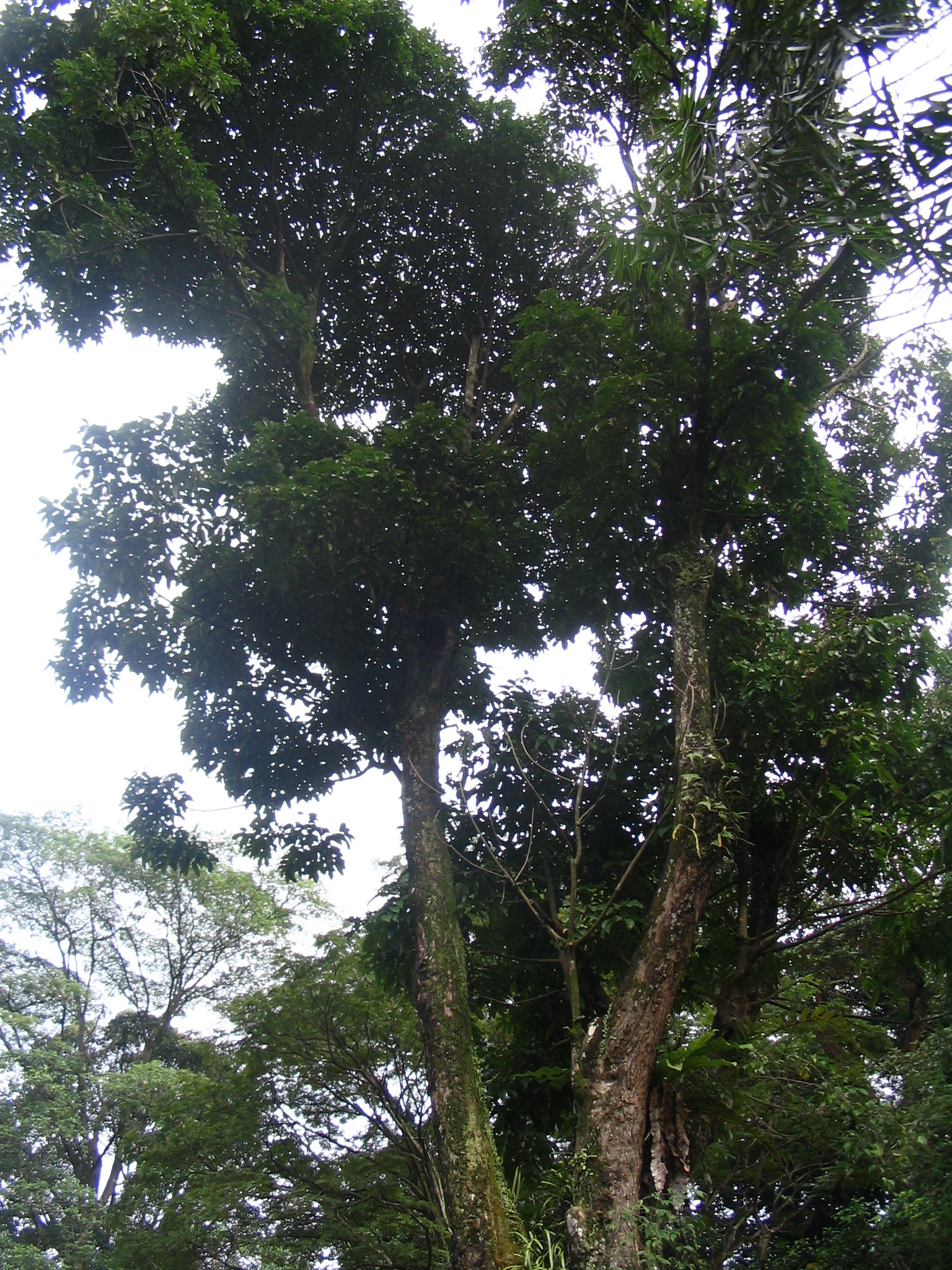
Adinobotrys atropurpureus

- Callerya atropurpurea (Wall.) Schot, Blumea 39(1–2): 15 (1994): (1994), nu synoniem van Adinobotrys atropurpureus (Wall.) Dunn
- Callerya australis (Endl.) Schot, Blumea 39(1–2): 16 (1994): (1994), nu synoniem van Austrocallerya australis (Endl.) J.Compton & Schrire
- Callerya cinerea (Benth.) Schot, Blumea 39(1–2): 17 (1994): (1994).
- Callerya cochinchinensis (Gagnep.) Schot, Blumea 39(1–2): 19 (1994): (1994).
- Callerya dasyphylla (Miq.) Schot, Blumea 39(1–2): 20 (1994): (1994), nu synoniem van Padbruggea dasyphylla Miq.
- Callerya eriantha (Benth.) Schot, Blumea 39(1–2): 21 (1994): (1994), nu synoniem van Whitfordiodendron erianthum (Benth.) Dunn
- Callerya eurybotrya (Drake) Schot, Blumea 39(1–2): 22 (1994): (1994), nu synoniem van Wisteriopsis eurybotrya (Drake) J.Compton & Schrire
- Callerya fordii (Dunn) Schot, Blumea 39(1–2): 23 (1994): (1994), nu synoniem van Nanhaia fordii (Dunn) J.Compton & Schrire
- Callerya kityana (Craib) Schot, Blumea 39(1–2): 24 (1994): (1994), nu synoniem van Sigmoidala kityana (Craib) J.Compton & Schrire
- Callerya megasperma (F.Muell.) Schot, Blumea 39(1–2): 25 (1994): (1994), nu synoniem van Austrocallerya megasperma (F.Muell.) J.Compton & Schrire

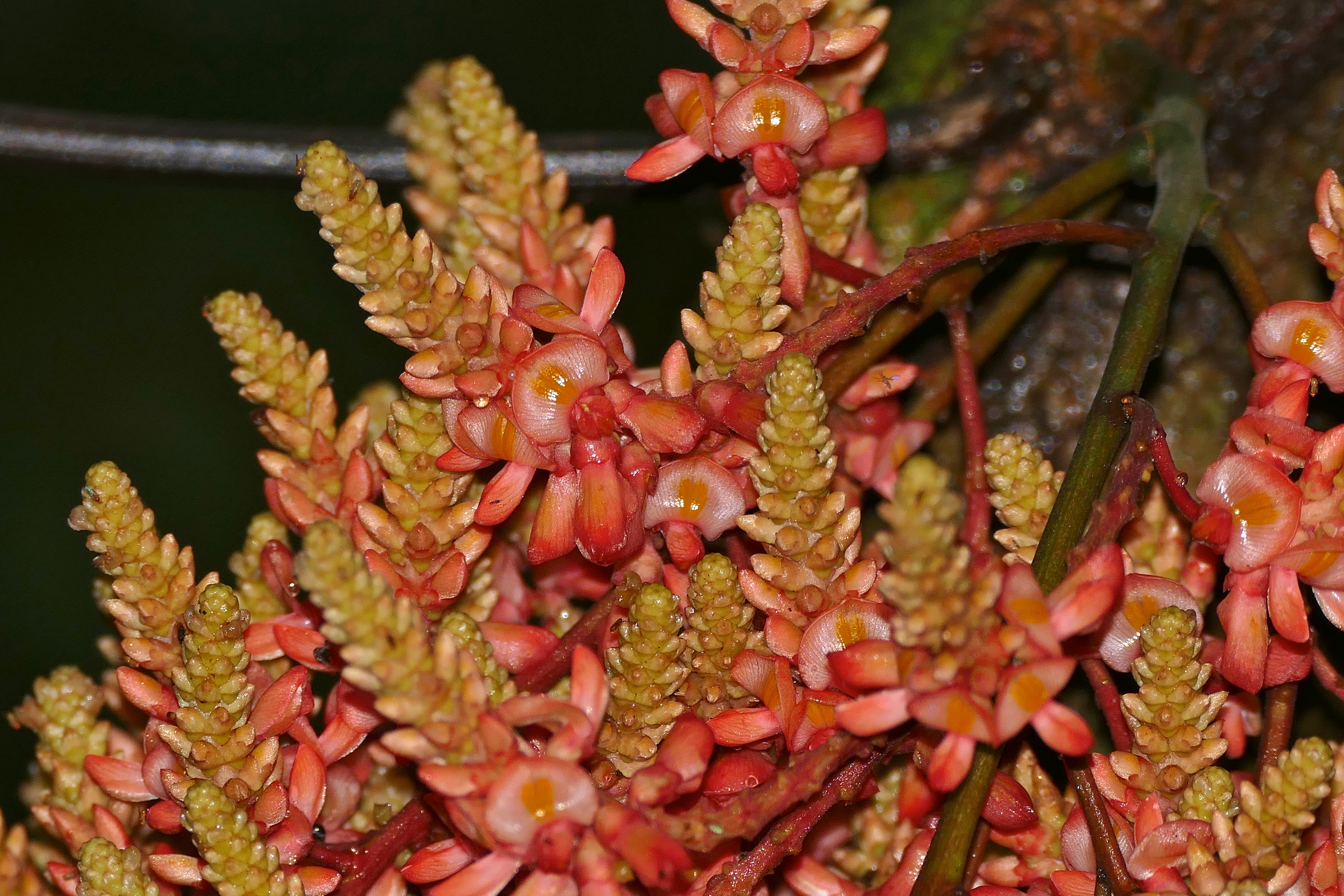
Whitfordiodendron nieuwenhuisii- bloemen

- Callerya nieuwenhuisii (JJSm.) Schot, Blumea 39(1–2): 26 (1994): (1994), nu synoniem van Whitfordiodendron nieuwenhuisii (JJSm.) Dunn
- Callerya pilipes (FMBailey) Schot, Blumea 39(1–2): 29 (1994): (1994), nu synoniem van Austrocallerya pilipes (FMBailey) J.Compton & Schrire
- Callerya reticulata (Benth.) Schot, Blumea 39(1–2): 29 (1994): (1994), nu synoniem van Wisteriopsis reticulata (Benth.) J.Compton & Schrire
- Callerya scandens (Elmer) Schot, Blumea 39(1–2): 31 (1994): (1994), nu synoniem van Whitfordiodendron scandens (Elmer) Elmer
- Callerya speciosa (Champ.) Schot, Blumea 39(1–2): 32 (1994): (1994), nu synoniem van Nanhaia speciosa (Champ. ex Benth.) J.Compton & Schrire
- Callerya strobilifera Schot, Blumea 39(1–2): 32 (1994) (1994), nu synoniem van Serawaia strobilifera (Schot) J.Compton & Schrire
- Callerya sumatrana (Merr.) Schot, Blumea 39(1–2): 35 (1994): (1994), nu synoniem van Whitfordiodendron sumatranum Merr.
- Callerya vasta (Kosterm.) Schot, Blumea 39(1–2): 36 (1994): (1994), nu synoniem van Adinobotrys vastus (Kosterm.) J.Compton & Schrire
- Fordia albiflora (Prain) UADasuki & Schot, Blumea 36(1): 195 (1991): (1991).
- Fordia bracteolata UADasuki & Schot, Blumea 36(1): 196 (1991) (1991).
- Fordia leptobotrys (Dunn) Schot, UADasuki & Buijsen, Blumea 36(1): 198 (1991): (1991).
- Fordia nivea (Dunn) UADasuki & Schot, Blumea 36(1): 199 (1991): (1991).
- Fordia rheophytica (Buijsen) UADasuki & Schot, Blumea 36(1): 201 (1991): (1991).
- Fordia unifoliata (Prain) UADasuki & Schot, Blumea 36(1): 202 (1991): (1991).

## Publicaties (mogelijk niet compleet)
- Dasuki, UA & AM Schot, 1991. Taxonomie van Fordia Hemsley (Papilionaceae: Millettieae). Blumea 36: 191-204.
- Schot, AM, 1991. Fylogenetische relaties en historische biogeografie van Fordia en Imbralyx (Papilionaceae: Millettieae). Blumea 36: 205-234.
- Schot, AM, 1991. De twee Nieuw-Guinea-soorten Lepiderema Radlk. ( Sapindaceae ). Blumea 36: 235–238.
- Schot, AM, 1994. A. herziening van Callerya Endl. (inclusief Padbruggea en Whitfordiodendron ) (Papilionaceae: Millettieae). Blumea 39: 1-40.
- Schot, AM 1994. Lepiderema. In: F. Adema, PW Leenhouts & PC van Welzen (red.), Flora Malesiana ser. 1, 11: 618–620, afb. 49. Rijksherbarium/Hortus Botanicus, Leiden.
- Schot, A. M. (1995). A synopsis of taxonomic changes in Aporosa Blume (Euphorbiaceae). Blumea: Biodiversity, Evolution and Biogeography of Plants, 40(2), 449–460.[5]
- Schot, A.M. (1996), (1247) Proposal to reject the name Excoecaria integrifolia in order to maintain Aporosa aurea (Euphorbiaceae). TAXON, 45: 553-553.[6]
- Schot, A.[M.], 1997. Systematics of Aporosa (Euphorbiaceae). In: J. Dransfield, MJE Coode & DA Simpson (eds), Plantendiversiteit in Maleisië III . Proceedings van het derde internationale Flora Malesiana-symposium 1995: 265–284.
- Schot, AM, 1998. Biogeografie van Aporosa (Euphorbiaceae): testen van een fylogenetische hypothese met behulp van geologie en verspreidingspatronen. In: R. Hall & JD Holloway (red.), Biogeografie en geologische evolutie van Zuidoost-Azië (uitgevers Backhuys): 279–290.
- Schot, AM, 2004, Systematiek van Aporosa (Euphorbiaceae), Blumea, 17 (supplement): 1-380

- Author citation (botany): Schot